# Miyabi
Miyabi (雅 (nhã) "nhã" trong "nhã nhặn", "tao nhã", "thanh nhã") là một trong những lý tưởng thẩm mỹ truyền thống của Nhật Bản, mặc dù không phổ biến như Iki hoặc Wabi-sabi. Trong tiếng Nhật hiện đại, từ này thường được dịch là "sang trọng," "tinh tế," hoặc "thuộc về triều đình" và đôi khi đề cập đến một "tay chơi trăng hoa" ("heart-breaker").

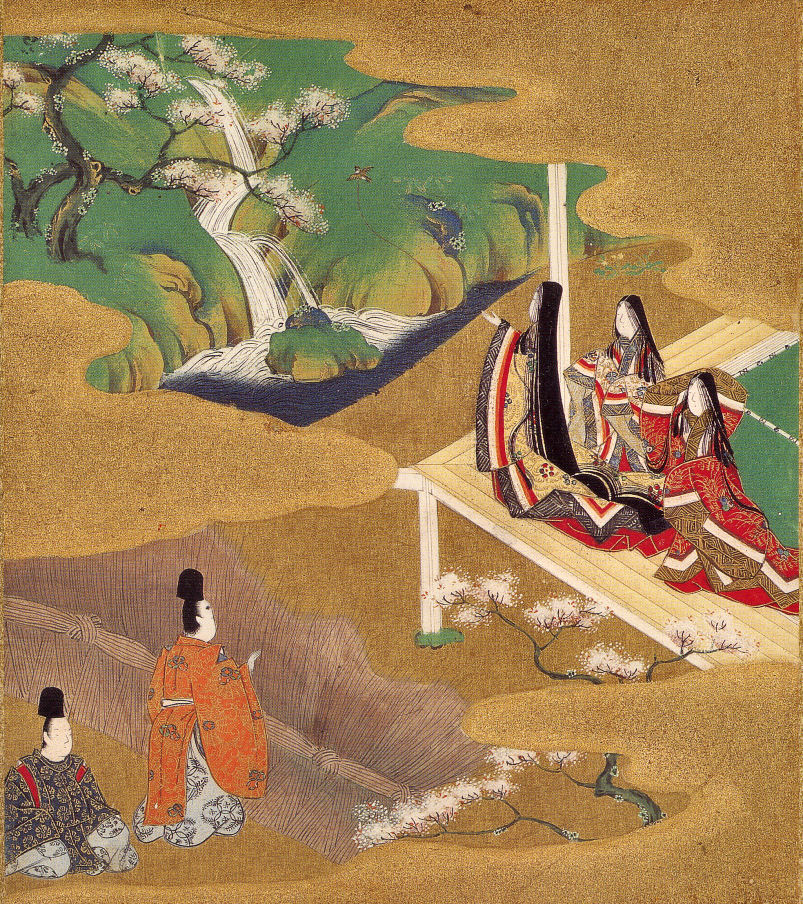
Tác phẩm nghệ thuật nói về Miyabi vào thời kỳ Heian. Truyện kể Genji

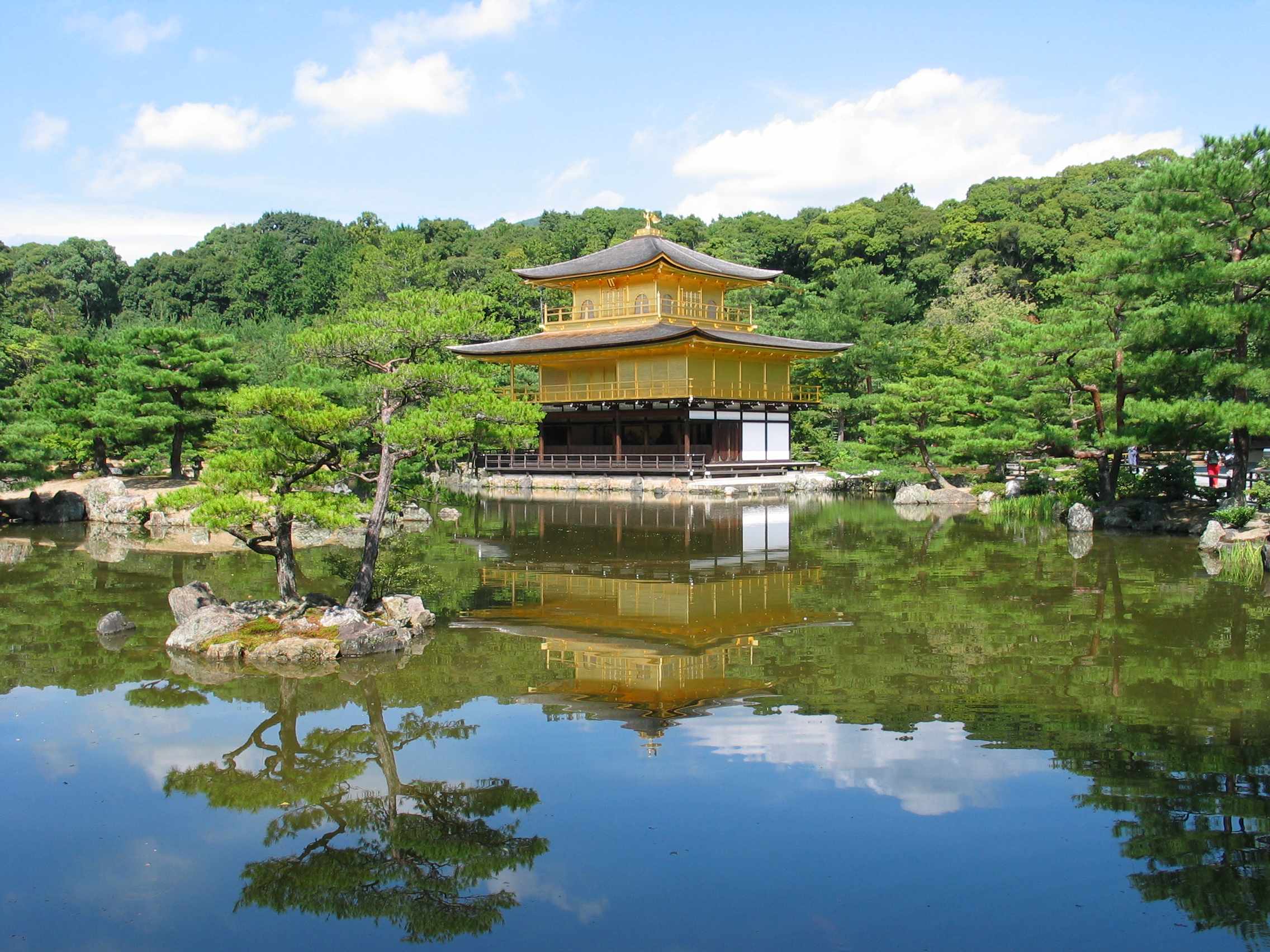
Tác phẩm nghệ thuật nói về Miyabi vào thời kỳ Muromachi. (Kinkaku-ji ở Kyoto)

Lý tưởng đề ra bởi thuật ngữ này yêu cầu loại bỏ bất kì điều gì vô lý hay thô tục và sự "đánh bóng cách cư xử, ngôn từ và cảm xúc để loại bỏ bất kì sự thô kệch hay thô lỗ để đạt được sự duyên dáng cao nhất." Nó thể hiện sự nhạy cảm với cái đẹp, là dấu hiệu của thời đại Heian. Miyabi thường được kết nối chặt chẽ với khái niệm Mono no aware, sự nhận thức vui buồn lẫn lộn của sự ngắn ngủ của vạn vật, và do đó người ta nghĩ rằng mọi thứ với sự hạn chế thể hiện một cảm quan tuyệt với về miyabi. Một ví dụ về điều này là về cây anh đào. Cây sẽ sớm mất đi hoa của nó, sẽ bị tước bỏ tất cả mọi thứ đã tạo nên vẻ đẹp cho nó, và vì vậy nó cho thấy không chỉ mono no aware, mà còn là miyabi trong vòng đời của nó. Motoori Norinaga nói rằng mono no aware là khái niệm quan trọng "như một khái niệm cơ bản để hiểu được miyabi".
Tín đồ của lý tưởng của miyabi cố gắng để thoát ra khỏi thế giới của các hình thức hoặc thẩm mỹ và cảm xúc thô kệch thường thấy trong các tác phẩm nghệ thuật trong thời kỳ này, chẳng hạn như những tác phẩm có trong Man'yōshū, bộ hợp thành lâu đời nhất còn tồn tại của thơ ca Nhật Bản. Man'yōshū chứa những bài thơ của người dân đủ mọi giai tầng trong mọi hoạt động sống, nhiều trong số các bài thơ đó hoàn toàn trái ngược với sự nhạy cảm của miyabi. Ví dụ, một trong những bài thơ trong bộ sưu tập ví von một mái tóc người phụ nữ với nội tạng của con ốc. Những lý tưởng của miyabi kiên quyết phản đối việc sử dụng những phép ẩn dụ như thế. Xa hơn, sự đánh giá cao về miyabi và lý tưởng của nó được sử dụng như một dấu hiệu của sự khác biệt đẳng cấp. Người ta tin rằng chỉ có các thành viên của tầng lớp thượng lưu, các cận thần, mới có thể thực sự thưởng ngoạn được các cảm quan về miyabi.
Miyabi trên thực tế giới hạn cách sáng tạo các tác phẩm nghệ thuật và thơ ca. Miyabi cố gắng tránh xa sự mộc mạc và thô tục, và khi làm như vậy, ngăn chặn những cận thần được chịu sự giáo dục truyền thống thể hiện những cảm xúc thật sự trong tác phẩm của họ. Trong những năm sau này, miyabi và thẩm mỹ của nó đã bị thay thế bởi các lý tưởng chịu ảnh hưởng từ Thiền tông, như Wabi-sabi, Yūgen và Iki.
Các nhân vật của tiểu thuyết Nhật Bản kinh điển vào thế kỷ 11 "Truyện kể Genji" của Murasaki Shikibu cho thấy nhiều ví dụ tuyệt vời về bản chất thực sự của miyabi.